# Malaysian Philharmonic Orchestra
Das Malaysian Philharmonic Orchestra (kurz MPO; Orkestra Filharmonik Malaysia) wurde im Jahre 1997 gegründet. Das MPO hat seinen Sitz in der Hauptstadt Kuala Lumpur. Das Orchester residiert in den Dewan Filharmonik Petronas (Petronas Philharmonic Hall) in Kuala Lumpur. Dort fand auch das erste Konzert des zunächst 105-köpfigen Orchesters am 17. August 1998 unter Chefdirigent Kees Bakels statt. Das Orchester gibt regelmäßig Konzerte in ganz Malaysia und in Singapur. Daneben ging das MPO auch auf Gastspielreisen: Korea (2001), Australien (2004), China (2006, 2019), Taiwan (2007) und Japan (2001, 2009, 2017).
Das Motto des Orchesters lautet: Hear and You Will See (Höre und Du wirst sehen)

## Dirigenten
Dirigenten bzw. Musikdirektoren des Orchesters:
- Kees Bakels (1997–2005)
- Matthias Bamert (2005–2008)
- Claus Peter Flor (2008–2014)
- Fabio Mechetti (2014–2015)[3]

Zahlreiche Gastdirigenten, darunter Lorin Maazel, Vadim Repin oder Sir Neville Marriner, haben ebenso das MPO dirigiert.

## Aufführungen
Das MPO hat Einspielungen für das BIS-Label gemacht, u. a. mit der Musik des französischen Komponisten Édouard Lalo.
Der Spielplan weist ein sehr breites Repertoire auf: Klassische Komponisten wie Ludwig van Beethoven oder Niccolò Paganini zählen ebenso zum Repertoire des MPO wie Komponisten des 20. Jahrhunderts, so Alfred Schnittke, George Enescu, Miklós Rózsa oder Erich Wolfgang Korngold.

## Besetzung
Das MPO zählt 36 Stamm-Musiker. Darüber hinaus gibt es ein Jugendorchester, das Malaysian Philharmonic Youth Orchestra.